# Emoia adspersa
Espèce
Synonymes
- Eumeces adspersus Steindachner, 1870
- Euprepes parvisquameus Peters, 1874
- Eumeces microlepis Fischer, 1886

Statut de conservation UICN

 EN B1ab(ii,iii,v) : En danger
Emoia adspersa est une espèce de sauriens de la famille des Scincidae.

## Répartition
Cette espèce se rencontre aux îles Cook, à Wallis-et-Futuna, aux Fidji, aux Tonga, aux Samoa, aux Tuvalu et aux Tokelau.

## Publication originale
- Steindachner, 1870 : Herpetologische Notizen (II). Reptilien gesammelt Während einer Reise in Sengambien. Sitzungsberichten der Kaiserlichen Akademie der Wissenschaften in Wien, vol. 62, p. 326-348 (texte intégral).